# Tourville-les-Ifs
Tourville-les-Ifs est une commune française située dans le département de la Seine-Maritime en région Normandie.

## Géographie

### Communes limitrophes
|                       | Ganzeville        | Contremoulins   |
| Épreville             | Tourville-les-Ifs | Bec-de-Mortagne |
| Auberville-la-Renault |                   | Mentheville     |

### Hydrographie
La commune est située dans le bassin Seine-Normandie. Elle est drainée par le ruisseau de Ganzeville,.

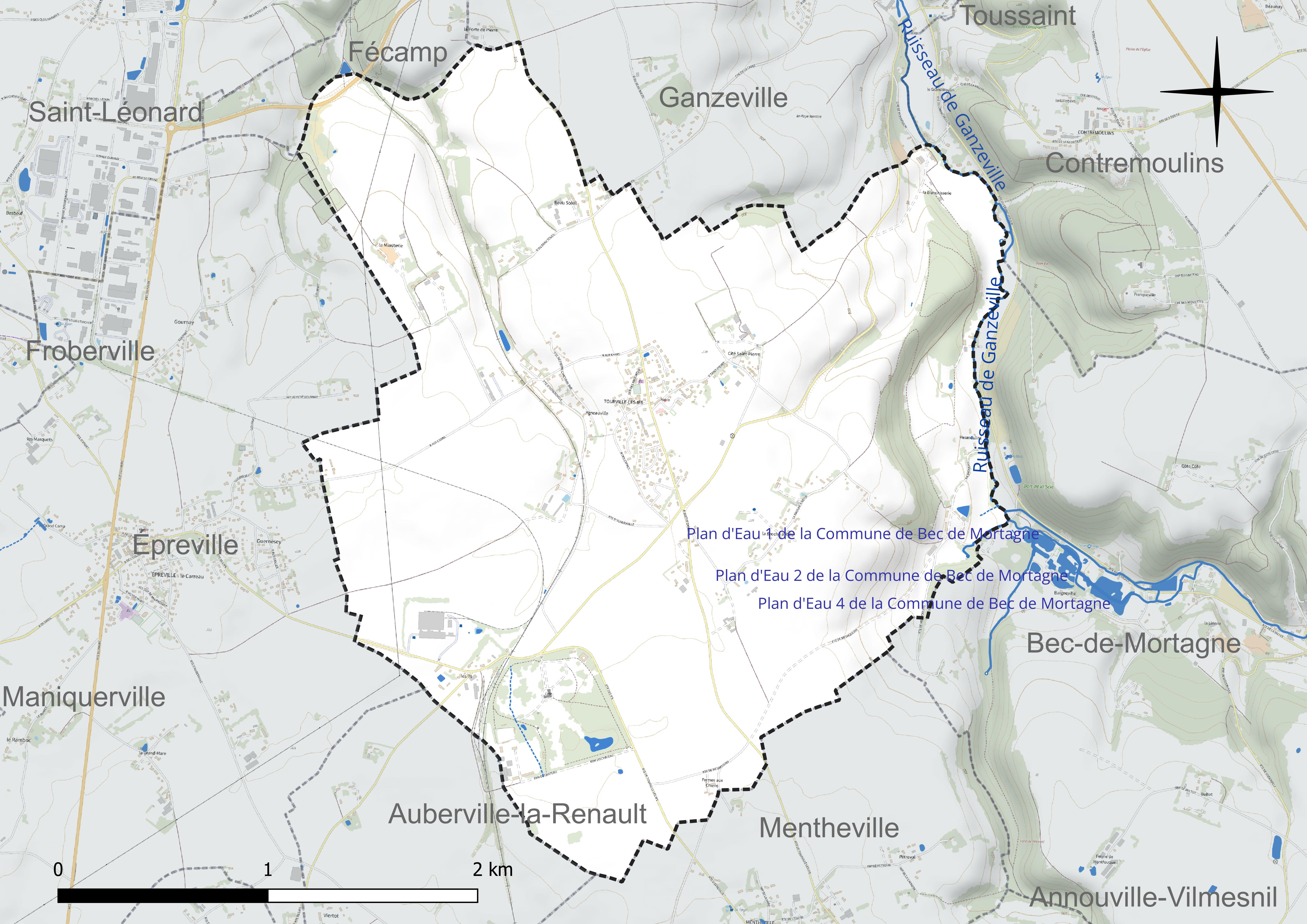
Réseau hydrographique de Tourville-les-Ifs.

### Climat
Pour des articles plus généraux, voir Climat de la Normandie et Climat de la Seine-Maritime.
En 2010, le climat de la commune est de type climat océanique franc, selon une étude du CNRS s'appuyant sur une série de données couvrant la période 1971-2000. En 2020, Météo-France publie une typologie des climats de la France métropolitaine dans laquelle la commune est exposée à un climat océanique et est dans la région climatique Côtes de la Manche orientale, caractérisée par un faible ensoleillement (1 550 h/an) ; forte humidité de l’air (plus de 20 h/jour avec humidité relative > 80 % en hiver), vents forts fréquents. Parallèlement le GIEC normand, un groupe régional d’experts sur le climat, différencie quant à lui, dans une étude de 2020, trois grands types de climats pour la région Normandie, nuancés à une échelle plus fine par les facteurs géographiques locaux. La commune est, selon ce zonage, exposée à un « climat maritime », correspondant au Pays de Caux, frais, humide et pluvieux, légèrement plus frais que dans le Cotentin.
Pour la période 1971-2000, la température annuelle moyenne est de 10,4 °C, avec une amplitude thermique annuelle de 13,3 °C. Le cumul annuel moyen de précipitations est de 934 mm, avec 13,2 jours de précipitations en janvier et 8,7 jours en juillet. Pour la période 1991-2020, la température moyenne annuelle observée sur la station météorologique la plus proche, située sur la commune de Octeville-sur-Mer à 27 km à vol d'oiseau, est de 11,5 °C et le cumul annuel moyen de précipitations est de 790,7 mm,. Pour l'avenir, les paramètres climatiques de la commune estimés pour 2050 selon différents scénarios d’émission de gaz à effet de serre sont consultables sur un site dédié publié par Météo-France en novembre 2022.

## Urbanisme

### Typologie
Au 1er janvier 2024, Tourville-les-Ifs est catégorisée commune rurale à habitat dispersé, selon la nouvelle grille communale de densité à sept niveaux définie par l'Insee en 2022.
Elle est située hors unité urbaine. Par ailleurs la commune fait partie de l'aire d'attraction de Fécamp, dont elle est une commune de la couronne,. Cette aire, qui regroupe 26 communes, est catégorisée dans les aires de moins de 50 000 habitants,.

### Occupation des sols
L'occupation des sols de la commune, telle qu'elle ressort de la base de données européenne d’occupation biophysique des sols Corine Land Cover (CLC), est marquée par l'importance des territoires agricoles (87,7 % en 2018), une proportion sensiblement équivalente à celle de 1990 (88,3 %). La répartition détaillée en 2018 est la suivante : 
terres arables (69,2 %), prairies (18,5 %), zones urbanisées (4,6 %), espaces verts artificialisés, non agricoles (4,1 %), forêts (3,6 %). L'évolution de l’occupation des sols de la commune et de ses infrastructures peut être observée sur les différentes représentations cartographiques du territoire : la carte de Cassini (XVIIIe siècle), la carte d'état-major (1820-1866) et les cartes ou photos aériennes de l'IGN pour la période actuelle (1950 à aujourd'hui).

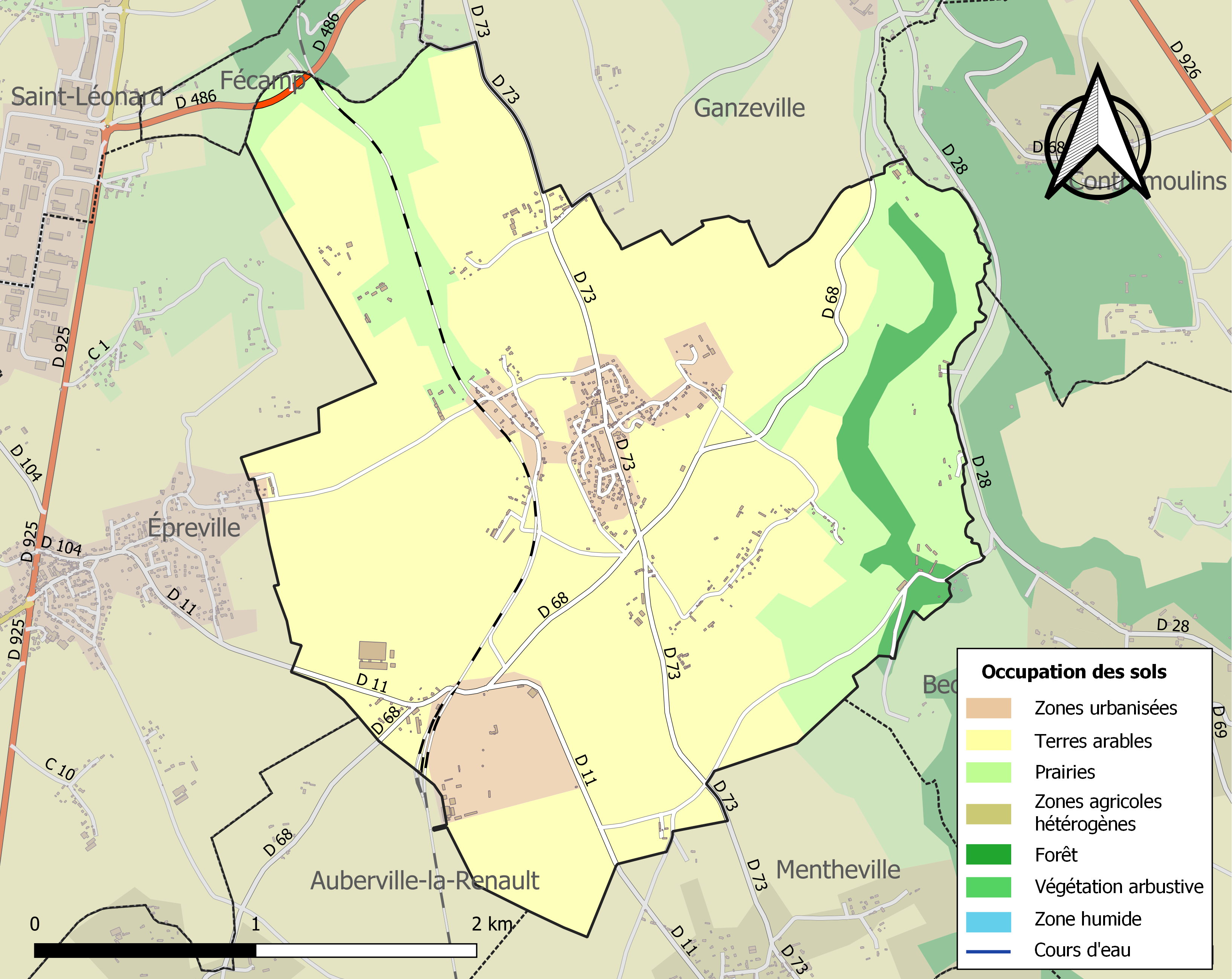
Carte des infrastructures et de l'occupation des sols de la commune en 2018 (CLC).

## Toponymie
Le nom de la localité est attesté sous les formes Terram Turville vers 1025, de Torevilla 1207, In villa sua de Torevilla en 1213, Ad vicum monasterii de Torvilla en 1255, In parrochia sancti Martini de Torvilla 1255, Ecclesia Sancti Martini de Tourville supra Fiscannum en 1281, Iglise de Saint Martin de Tourville en 1311, Parrochia de Tourville sus Fecamp et Ecclesia de Tourville en 1434 (Archives de Seine-Maritime 7 H.), de Torevilla en 1218, Apud Torevillam en 1211, Tourvilla en 1337, Tourville en 1431, Tourville en 1319, 1398, 1403, 1422, 1433 et 1459 (Archives de Seine-Maritime G 3267, 3268, 3269), Saint Martin de Tourville en 1713 (Archives de Seine-Maritime G 737), Tourville en 1715 et en 1757 (Cassini), Tourville sur Fécan en 1740, Tourville sur Fécamp en 1877, Tourville-les-Ifs en 1953.
Voir Tourville-en-Auge
Le déterminant complémentaire a pris le nom du hameau des Ifs ou Grands-Ifs où se trouve l'ancienne station de chemin de fer et un important château.

## Histoire

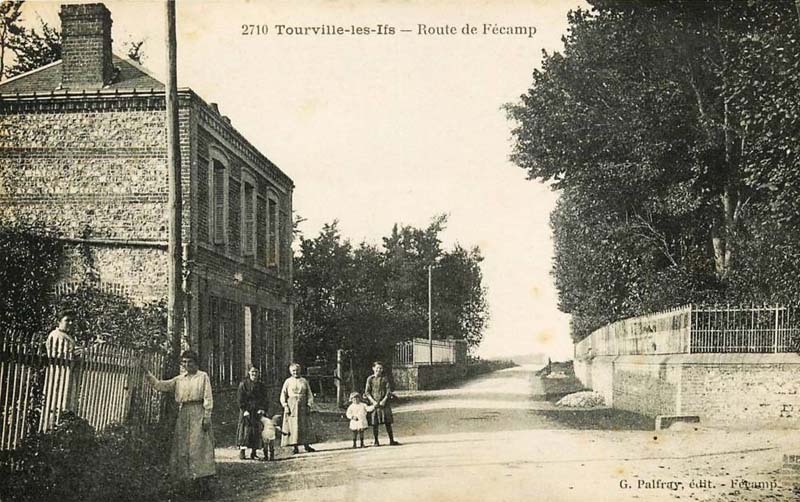
Carte postale du village vers 1920.

## Politique et administration
| Période                                  | Période                    | Identité                  | Étiquette | Qualité                                  |
| ---------------------------------------- | -------------------------- | ------------------------- | --------- | ---------------------------------------- |
| Les données manquantes sont à compléter. |                            |                           |           |                                          |
|                                          |                            | Paul Jacques Le Vavasseur |           |                                          |
| 1922                                     | 1926                       | Henri Crochemore          |           |                                          |
| Les données manquantes sont à compléter. |                            |                           |           |                                          |
| mars 2001                                | août 2007                  | Paul Monguillon           |           |                                          |
| septembre 2007                           | septembre 2015             | Michèle Monguillon        |           | Retraitée                                |
| septembre 2015                           | En cours (au 10 août 2020) | M. Dominique Goulet       |           | Retraité Réélu pour le mandat 2020-2026, |

## Démographie
L'évolution du nombre d'habitants est connue à travers les recensements de la population effectués dans la commune depuis 1793. Pour les communes de moins de 10 000 habitants, une enquête de recensement portant sur toute la population est réalisée tous les cinq ans, les populations de référence des années intermédiaires étant quant à elles estimées par interpolation ou extrapolation. Pour la commune, le premier recensement exhaustif entrant dans le cadre du nouveau dispositif a été réalisé en 2008.

En 2022, la commune comptait 736 habitants, en évolution de +29,12 % par rapport à 2016 (Seine-Maritime : +0,35 %, France hors Mayotte : +2,11 %).
| 1793 | 1800 | 1806 | 1821 | 1831 | 1836 | 1841 | 1846 | 1851 |
| ---- | ---- | ---- | ---- | ---- | ---- | ---- | ---- | ---- |
| 132  | 140  | 122  | 134  | 482  | 522  | 518  | 551  | 547  |

| 1856 | 1861 | 1866 | 1872 | 1876 | 1881 | 1886 | 1891 | 1896 |
| ---- | ---- | ---- | ---- | ---- | ---- | ---- | ---- | ---- |
| 520  | 560  | 556  | 554  | 568  | 530  | 518  | 528  | 572  |

| 1901 | 1906 | 1911 | 1921 | 1926 | 1931 | 1936 | 1946 | 1954 |
| ---- | ---- | ---- | ---- | ---- | ---- | ---- | ---- | ---- |
| 561  | 584  | 607  | 519  | 435  | 467  | 469  | 446  | 473  |

| 1962 | 1968 | 1975 | 1982 | 1990 | 1999 | 2006 | 2008 | 2013 |
| ---- | ---- | ---- | ---- | ---- | ---- | ---- | ---- | ---- |
| 437  | 384  | 427  | 449  | 516  | 547  | 535  | 532  | 544  |

| 2018 | 2022 | - | - | - | - | - | - | - |
| ---- | ---- | - | - | - | - | - | - | - |
| 655  | 736  | - | - | - | - | - | - | - |

## Économie
Tourville-les-Ifs a une économie principalement tournée vers l'agriculture, principalement :    
- Pâturages, céréales, polyculture, lin, cultures maraîchères ;
- Bovins, ovins ;
- Coopérative agricole.
- L'unité d'embouteillage de la Bénédictine distillée à Fécamp qui fermera peut-être prochainement[réf. nécessaire].

## Culture locale et patrimoine

### Lieux et monuments
- Église Saint-Pierre.
- Château des Ifs : XVIIe et XIXe siècles.

### Personnalités liées à la commune
- Robert Grèverie (1910-1998), homme politique.

## Pour approfondir